# Ernst Haas (remer)
Ernst Haas   (27 de juliol de 1908 - segle XX) fou un remer suís que va competir durant la dècada de 1920.
El 1928 va prendre part en els Jocs Olímpics d'Amsterdam, on disputà la prova del quatre amb timoner del programa de rem, en què guanyà la medalla de plata. Formà equip amb Joseph Meyer, Otto Bucher, Karl Schwegler i el timoner Fritz Bösch. El 1927 guanyà la medalla de plata en la prova de vuit amb timoner del Campionat d'Europa.